# Rondonópolis
Rondonópolis – miasto i gmina w Brazylii, w stanie Mato Grosso. W pobliżu miasta znajduje się port lotniczy Rondonópolis.